# Molí d'en Noc
El Molí d'en Noc és una obra de Viladrau (Osona) inclosa a l'Inventari del Patrimoni Arquitectònic de Catalunya.

## Descripció
Edifici civil. Molí fariner de planta rectangular (8x10) cobert a dues vessants amb el carener perpendicular a la façana situada a ponent; consta de planta i dos pisos en el sector de llevant, però per ponent s'accedeix directament pel primer pis. Situat longitudinalment en un talús a la riba esquerra de la Riera Major. La façana principal, situada a tocar d'una era un xic enlairada, presenta un petit portal rectangular de pedra amb llinda datada i dibuixada, encara que força deteriorada, una finestra al primer pis, i una finestra al segon. La façana S presenta una espiera i un cos de totxo adossat, al primer pis; una finestra de pedra amb ampit motllurat (està pintada amb pintura plàstica!!!) al segon pis. La façana N presenta dos portals de pedra (entrada al molí) amb llinda de fusta a la planta, dues finestres de pedra (una de tapiada) al primer pis, i una finestreta al segon. La façana E dona davant de la Riera, i que és la més alta (planta i dos pisos), presenta dues finestres a cada planta. Prop del portal d'entrada de l'habitatge hi ha una roda de molí utilitzada com a taula. No gaire lluny, i en el sector N hi ha una construcció de planta rectangular actualment en runes.

## Història
Molí relacionat amb l'antic mas Masvidal, el qual probablement formava part dels 82 masos que existien en els municipis pels volts de 1340, segons consta en els documents de l' època. El trobem registrat en els fogatges de la "Parròquia i terme de Viladrau fogajats 6 de octubre 1553 per Joan Masmiguell balle com apar en cartes 230", juntament amb altres 32 que continuaven habitats després del període de pestes, on consta un tal "Montserrat Puig Alias Mavidall". Els actuals propietaris del mas mantenen la cognominació d'origen.